# 渡辺健
渡辺 健（わたなべ たけし、1933年12月26日 - ）は、日本のドイツ文学者、翻訳家。東京大学名誉教授。
音楽関係の著作を多く翻訳した。

## 略歴
東京府出身。東京都立日比谷高等学校を経て、1957年東京大学文学部独文科卒、1959年に東京大学大学院修士課程修了、1964年に東京大学教養学部講師、助教授に就任。
1982年に教授昇任。1986年、1987年には評議員を務める。1994年定年退官し、名誉教授。

## 著書
- 『生きたドイツ文法』（朝日出版社） 1991

### 共編
- 『バッハ頌』（角倉一朗共著、白水社） 1972

## 翻訳
- 『ヴィーヘルト童話集 愛をみつけた魔法つかい』（エルンスト・ヴィーヘルト、白水社） 1962
- 『主題と変奏 ブルーノ・ワルター回想録』（ブルーノ・ワルター、内垣啓一共訳、白水社） 1965
- 『御者のからだの影』（ペーター・ヴァイス、三修社、ドイツの文学11） 1966
- 『演奏のよろこび』（イェルク・デームス、白水社） 1970
- 『音楽社会学序説 十二の理論的な講義』（テオドール・アドルノ、高辻知義共訳、音楽之友社） 1970、のち平凡社ライブラリー 1999
- 『世界の知恵 名言集』（国松孝二編、杉浦博, 鈴木武樹共訳、白水社） 1970
- 『芸術の内面への旅』（エーリッヒ・ヘラー、河原忠彦, 杉浦博共訳、法政大学出版局） 1972
- 『新音楽の哲学』（Th・W・アドルノ、音楽之友社） 1973
- 『音楽と演奏』（ブルーノ・ワルター、白水社） 1973
- 『管理社会の音楽』（ウルリヒ・ディベーリウス、恒川隆男共訳、音楽之友社） 1979
- 『モーツァルト』（ヒルデスハイマー、白水社） 1979
- 『シュテラ』（ゲーテ、潮出版社、ゲーテ全集4 戯曲） 1979、のち新版 2003
- 『バイオリンハンター : 失なわれたバイオリンの名器を求めて』（ウィリアム・A・シルバーマン、飛鳥） 1978.11：限定版